# Ghế bành lớn
Ghế bành lớn (nguyên bản là Big Comfy Couch) là phim bộ. Phim được công chiếu tại Canada trên các kênh Treehouse và các kênh truyền hình khác của một số quốc gia.

## Nhân vật
- Loonette -
- Molly